# Шеховци (Сански Мост)
Шеховци су насељено мјесто у Босни и Херцеговини у општини Сански Мост које административно припада Федерацији Босне и Херцеговине. Према попису становништва из 1991. у насељу је живјело 960 становника.

## Становништво
| Националност       | 1991.        | 1981.        | 1971.        |
| Муслимани          | 849 (88,43%) | 771 (83,71%) | 816 (97,95%) |
| Срби               | 35 (3,64%)   | 45 (4,88%)   | 15 (1,80%)   |
| Хрвати             | 2 (0,20%)    | 2 (0,21%)    | 1 (0,12%)    |
| Југословени        | 12 (1,25%)   | 30 (3,25%)   | 1 (0,12%)    |
| остали и непознато | 62 (6,45%)   | 73 (7,92%)   | 0            |
| Укупно             | 960          | 921          | 833          |